# صلاح الدين بصير
صلاح الدين بصير (مواليد 5 سبتمبر 1972) لاعب كرة قدم مغربي سابق، لعب مع عدة أندية مثل نادي الرجاء الرياضي ونادي الهلال السعودي ونادي ديبورتيفو لاكارونا الإسباني ونادي ليل الفرنسي ونادي باوك سالونيك اليوناني.
لديه 59 مباراة دولية مع المنتخب المغربي، سجّل خلالها 37 هدفاً. شارك في كأس العالم 1998 وسجّل هدفين في مرمى المنتخب الإسكتلندي.

## البداية
ولد صلاح الدين بالدار البيضاء وراى النور يوم الخامس من شهر شتنبر 1972م مارس كرة القدم بين أزقة الدار البيضاء وبالتحديد بدرب غلف حيث عاش طفولته.

## الانطلاقة

### الرجاء البيضاوي
التحق بالرجاء في موسم 1994م وقدم مستويات كبيرة، حقق خلال موسمين نجاح منقطع النظير، كان الشبح الأسود لكل حراس المرمى.

## الاحتراف

### الهلال السعودي
في موسم 1996م رصدته عيون الهلال السعودي، التحق بالفريق وقدم مستوى كبير، لعب 24 مباراة سجل فيها 14 هدف واحتل مع الهلال المركز الثالث.
و حقق مع الهلال بطولتي كأس الكؤوس الآسيوية وكأس السوبر الآسيوي.

### ديبورتيفو لاكارونا
ومع بداية الموسم 97/1998 عندما استدعاه مدرب ديبورتيفو لاكارونا خوسي منويل كورال ليلتحق بالفريق ويجاور زملائه مصطفى حجي ونور الدين النيبت، ويوقع لمدة 4 سنوات مع الفريق، لعب في موسمه الأول 21 مباراة وسجل فيها 5 أهداف، وهو معدل جيد بالنسبة للاعب جديد على الليغا.

### ليل الفرنسي
في سنة 2001 انتقل إلى الدوري الفرنسي وبالتحديد إلى ليل ليجاور اللاعب المغربي عبد الإلاه فهمي، لعب مع الفريق موسما واحدا، وبسبب كثرة الإصابات رحل عن الفريق.

### أريس ثيسالونيكى
بعد ليل الفرنسي غير الوجهة واتجه إلى بلاد الاغريق ليجاور فريق أريس ثيسالونيكى، ولكن لم يطب المقام هناك ورجع إلى المغرب ليكمل حياته الشخصية بعيدا عن ضوضاء الملاعب.

## مونديال فرنسا
شارك صلاح الدين رفقة المنتخب المغربي في كأس العالم بفرنسا 98، كانت أجمل لحظات قضاها في مشواره الرياضي، عندما قدم هو وزملائه أجمل موسيقى لكرة القدم الإفريقية، شكل مع كاماتشو ثنائي حديدي هز أركان الكرة الأوروبية بأهدافهم الجميلة.

## الإعلام
بعد نجاح الدورتين الأولى والثانية من قافلة القدم الذهبي، (برنامج الواقع يتم من خلاله اكتشاف مواهب جديدة في كرة القدم)، التحق النجم بالطاقم التقني للدورة الثالثة، وهو الشيء الذي أضاف رونقا وجمالا على البرنامج.

## الإنجازات
- بطل المغرب مع الرجاء سنة 1996
- بطل كأس العرش مع الرجاء سنة 1996
- بطل كأس السوبر الآسيوي مع الهلال سنة 1997
- بطل كأس الكؤوس الآسيوية مع الهلال سنة 1997
- احسن لاعب مغربي سنة 1994
- احسن لاعب في الكاس العربية 1996
- بطل إسبانيا رفقة ديبورتيفو لاكارونا 2000
- بطل كأس السوبر الإسباني رفقة ديبورتيفو لاكارونا 2000

## النوادي الذي لعب لها
| أهداف | لعب | قسم             | البلد    | نادي                | موسم        |
| 8     | 20  | البطولة الوطنية | المغرب   | نادي الرجاء الرياضي | 1994 - 1995 |
| 9     | 25  | الدوري السعودي  | السعودية | نادي الهلال السعودي | 1995 - 1996 |
| 14    | 26  | الدوري السعودي  | السعودية | نادي الهلال السعودي | 1996 - 1997 |
| 5     | 21  | ليغا            | أسبانيا  | ديبورتيفو لاكارونا  | 1997 - 1998 |
| 0     | 15  | ليغا            | أسبانيا  | ديبورتيفو لاكارونا  | 1998 - 1999 |
| 0     | 0   | ليغا            | أسبانيا  | ديبورتيفو لاكارونا  | 1999 - 2000 |
| 0     | 0   | ليغا            | أسبانيا  | ديبورتيفو لاكارونا  | 2000 - 2001 |
| 0     | 22  | الدوري الفرنسي  | فرنسا    | نادي ليل            | 2001 - 2002 |
| 0     | 12  | الدوري اليوناني | اليونان  | نادي باوك سالونيك   | 2002 - 2003 |

## روابط خارجية
- صلاح الدين بصير على موقع الاتحاد الدولي (مؤرشف)  (الإنجليزية)
- صلاح الدين بصير على موقع الاتحاد الدولي (مؤرشف)  (الإنجليزية)
- صلاح الدين بصير على موقع قاعدة بيانات كرة القدم.إي يو (الإنجليزية)
- صلاح الدين بصير على موقع ناشيونال فوتبول تيمز (الإنجليزية)
- صلاح الدين بصير على موقع عالم كرة القدم.نت (الإنجليزية)
- صلاح الدين بصير على موقع أوليمبيديا (الإنجليزية)

- مجلة ستاديوم